# Wławie
Wławie (prononciation : [ˈvwavjɛ]) est un village polonais de la gmina de Kościan dans le powiat de Kościan de la voïvodie de Grande-Pologne dans le centre-ouest de la Pologne.
Il se situe à environ 11 kilomètres au sud-est de Kościan (siège de la gmina et du powiat) et à 45 kilomètres au sud de Poznań (capitale régionale).
Le village possédait une population de 129 habitants en 2011.

## Histoire
De 1975 à 1998, le village faisait partie du territoire de la voïvodie de Leszno.

Depuis 1999, Wławie est situé dans la voïvodie de Grande-Pologne.